# A.PLA
A.PLA(한국어: 에이플라, 영어: APLA)는 2015년에 설립한 IT 기업 날비컴퍼니(NALBI)가 서비스 오픈예정인 숏폼 제작 & 공유 앱이다. 15초에서 90초까지 숏폼을 제작하거나 다른 아바타 사용 유저와 칫챗(아바타 화상채팅)을 할 수 있다. 댄스, 코미디, 노래 , 패러디 와 같은 숏폼을 아바타 버전으로 제작 및 공유할 수 있다. 날비컴퍼니는 에이플라를 2023년 11월, 글로벌 출시예정이다.

## 연혁
- 2023년 9월 22일 - NFT 판매 시작
- 2023년 10월 5일 - 사전예약 시작[2]
- 2023년 11월 - A.PLA 오픈(예정)

## 특징 및 도구
A.PLA 모바일 앱은 날비컴퍼니(NALBI)의 자체 AI Vision 모션캡처 기술로 개발된 서비스이다. 별도의 고가 장비 없이 모바일과 웹캠 환경에서 얼굴, 손, 몸을 실시간으로 인식할 수 있는 앱으로, 사용자의 아바타를 불러 유튜브, 틱톡, 릴스 등의 숏폼을 제작 및 공유 할 수 있는 기능을 제공한다.

### 아바타
사용자는 본인이 가지고 있는 아바타를 불러와 A.PLA에서 활용할 수 있으며, 별도의 NFT 치장 아이템을 아바타에게 장착시켜 커스터마이징 할 수 있다.

### 밈(MeeM)
MeeM은 A.PLA 내 아바타 숏폼 제작 및 공유 기능으로, 유저는 자신의 아바타로 다양한 숏폼을 제작하고 SNS에 공유할 수 있다.
숏폼의 길이는 차례대로 15초, 60초, 90초로 설정하여 촬영할 수 있으며, 간단한 수정 기능도 제공한다.
이후 SNS에 공유하거나 핸드폰 사진첩에 저장할 수 있다.

### 칫챗(Chit-Chat)
Chit-Chat은 A.PLA 내 아바타 화상채팅 기능으로, 사전에 선택한 관심사를 기반으로 다른 유저와 매칭된다.
MeeM에서의 기능과 마찬가지로, AI 모션 캡처 기술 기반의 아바타 움직임이 제공된다.
최초 90초의 제한시간을 가지고 진행되며, 30초 남은 시점부터 채팅을 연장할지 묻는다. 양쪽이 수락하면 시간연장(90초)

## 같이 보기
- 페이스북
- 인스타그램
- 틱톡
- 트위터